# Россия в обвале
«Россия в обвале» — историко-публицистическое эссе Александра Солженицына, написанное в мае 1998 года, содержащее размышления автора об изменениях, произошедших в России в 1990-е годы, о сложившейся ситуации, государственных, общественных, национальных, нравственных проблемах, возможных путях возрождения страны и о судьбе русского народа. В этой работе Солженицын резко и недвусмысленно осудил приводимые правительством Ельцина — Гайдара — Чубайса реформы (в частности, приватизацию) и действия российских властей в Чечне.
«Россия в обвале» продолжает серию предшествующих публицистических работ о положении России и проектах общественных преобразований: «Письмо вождям Советского Союза» (1973), «Как нам обустроить Россию» (1990), «Русский вопрос к концу XX века» (1994).
В предисловии к работе автор пишет:

При всей уже 12-летней затяжности нового глубокого государственного и всежизненного кризиса
России, выпуская в свет нынешнюю работу — и последнюю мою на все эти темы, — я не надеюсь, что
и мои соображения могут в близости помочь выходу из болезненного размыва нашей жизни. Эту книгу я пишу лишь как один из свидетелей и страдателей бесконечно жестокого века России — запечатлеть, что мы видели, видим и переживаем.

По словам Людмилы Сараскиной, в период с 1994-го по 1998 годы труды Солженицына почти не издавали, а выход этой работы журналисты встретили негативно: «страна не в обвале, а на подъёме!» Но через три месяца грянул дефолт, сменивший настроения на «неужели старик знал?» — и популярность работ Солженицына значительно выросла.